# Бродско окружје
Бродско окружје (мађ. Bródi kerület) је било административна и територијална јединица у саставу развојачене Крајине (1873–1881) и Краљевине Хрватске и Славоније (1881–1886). Настало је 1873. године, развојачењем дотадашње Бродске регименте, а постојало је све до 1886. године, када су западни делови укључени у састав Пожешке жупаније, док су источни крајеви прикључени Сремској жупанији. Обухватало је део славонске Посавине, а управно седиште окружја налазило се у Славонском Броду.

## Историја
Током 1873. године извршено је развојачење свих регименти у саставу Хрватско-славонске војне крајине, укључујући и дотадашњу Бродску регименту, али те области нису одмах прикључене Краљевини Хрватској и Славонији, већ су добиле посебну земаљску управу, која се делила на шест крајишких окружја. Међу њима је био и новостворено Бродско окружје, које је образовано на подручју укунуте Бродске регименте. Новостворено окружје делило се на четири јединице: град Брод и три котара: Винковачки, Гарчински и Жупањски. Тек 1881. године, сва окружја развојачене Крајине прикључена су Краљевини Хрватској и Славонији. У оквирима проширене Краљевине, прикључена окружја наставила су да постоје све до 1886. годинне, када је жупанијско уређење протегнуто и на те просторе, тако да су западни делови окружја укључени у састав Пожешке жупаније, док су источни делови прикључени Сремској жупанији.